# Kamae
Kamae (構え) är en japansk term som används i stridskonst, kampsport och traditionell teater (No-teater, Kyōgen, Kabuki och  Bunraku) som ett element i kata. Det översätts till ungefär "hållning". Kanjitecknet för detta ord betyder "bas". 
Kamae ska skiljas från det japanska kampsportuttrycket  Tachi (立ち), som också syftar på hållning. Medan Tachi hänvisar till läget av kroppen från midjan och ner, avser Kamae hållningen i hela kroppen och omfattar även ens mentala attityd. Dessa anslutna mentala och fysiska aspekter av beredskap kan individuellt refereras till som respektive kokoro-gamae (心構え) och mi-gamae (身構え) (gamae blir uttalet i sammansatta ord).

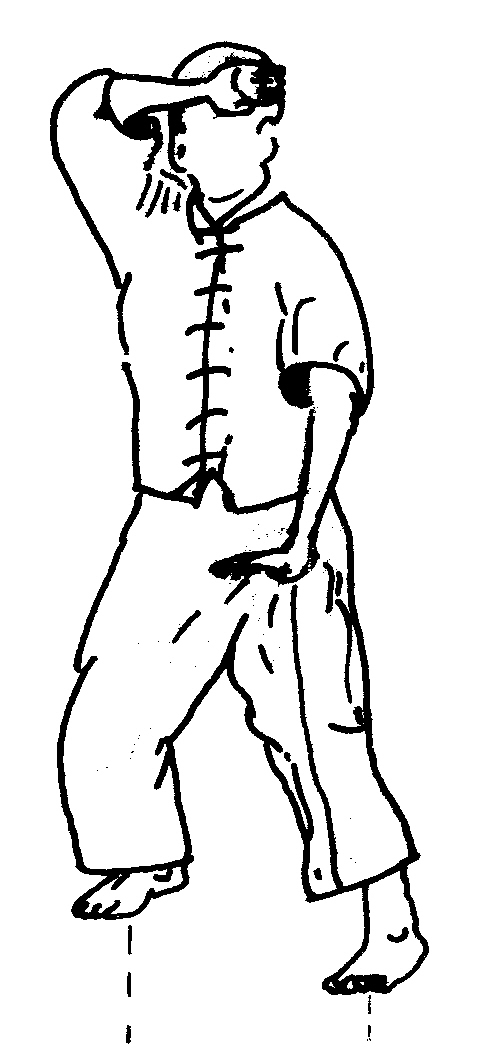
"Tiger", en typ av gard i burmansk bando

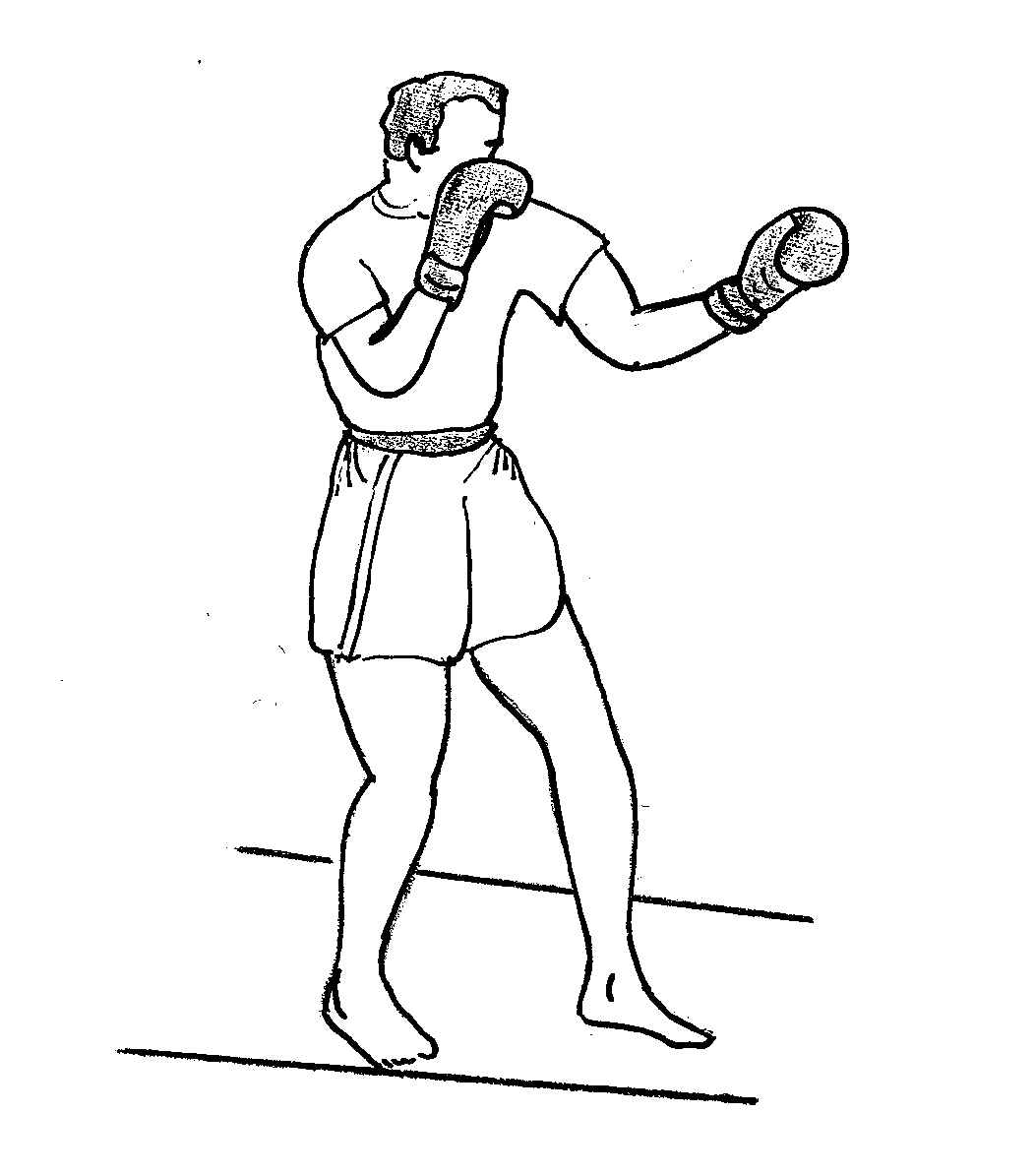
En typ av hög gard i burmesisk boxning

## Situationsspecifik användning
Även om det är ett samlingsnamn, kan sammanhanget innebära att det finns en standardspecifik hållning som implicit avses. Många moderna stilar använder Kamae för sig som en förkortning, vanligen för stilens grundläggande ställning av sparring och självförsvar. I kumite erhålls skyddsposition genom att placera den höjda handen för att skydda ansiktet och den nedre solar plexus. I karatekata intas ofta skyddspositionen genom att placera händerna korsade ovanför varandra åt ett visst håll.
Kamae är bildat av ett tillhörande verb, som fås genom att lägga "te" i slutet. Det ger kommandot för "redo / i läge" (構え て kamaete) så att en karateinstruktör kan beordra eleverna att inta en frontposition och skrika "Zenkutsu dachi, kamaete"! Det kan jämföras med "en garde" i fäktning och boxning.

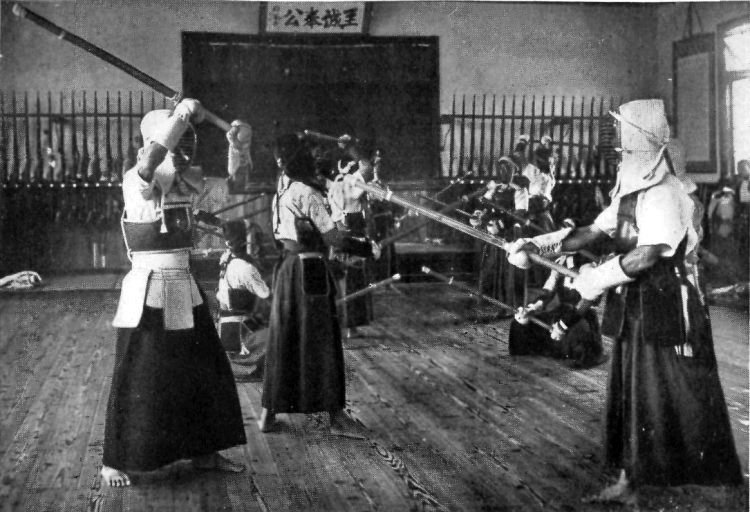
Kendo : Hög gard (jōdan no gamae) till vänster, mellangard (chūdan no gamae) till höger

Uttrycket förekommer även i aikido och kendo. 

## Kamae i Ninjutsu
Terminologin kring Kamae i olika kampsporter får illustreras av Ninjutsu:
- Ichimonji no kamae
- Doko no kamae
- Tonso no kamae
- Happo tsuki no kamae
- Achimonji no kamae
- Jumonji no kamae
- Icho no kamae
- Hoko no camae